# 平原-法兰西体育场站
平原-法兰西体育场站（法語：Gare de La Plaine - Stade de France），是法国的一个铁路车站，属于大区快铁B线B3支线和B5支线。开通于1998年1月25日，位于塞纳-圣但尼省圣但尼。属于第二收费区（法語：Zone 2）。